# John Michael Higgins
John Michael Higgins (Boston, Massachusetts; 12 de febrero de 1963) es un actor de voz, cine y televisión estadounidense.

## Carrera
En 1991, Higgins participó en la obra La Bête de Broadway, y en 2000 trabajó para la compañía Second Stage Theatre, en la producción Tiny Alice de Edward Albee. También interpretó el papel principal en la obra Jeffrey, de Paul Rudnick (1994).
Higgins ha tenido numerosos créditos en televisión, incluyendo personajes recurrentes en Ally McBeal, Brother's Keepers, Boston Legal y Honey, I Shrunk the Kids: The TV Show. En la octava temporada de Seinfeld interpretó al novio de Elaine Kurt. También interpretó al abogado Wayne Jarvis en cinco episodios de Arrested Development. Higgins realizó las armonías vocales densas cantadas por los nueve miembros ("neuftet") de la agrupación New Main Street Singers en el falso documental de 2003 A Mighty Wind. Esto significó un cambio que los guionistas hicieron de la idea original, quienes habían decidido que cantaran al unísono, debido al talento musical de Higgins.
Más adelante, Higgins ganó más reconocimiento por aparecer en las películas Fun with Dick and Jane y The Break-Up, para la que también escribió los arreglos vocales. Su trabajo como actor de voz incluye el papel del juez Mentok en Harvey Birdman, Attorney at Law, 2401 Penitent Tangent en el videojuego Halo 2 y Riddle en Batman: The Brave and the Bold. Higgins también es recordado por interpretar a David Letterman en la película para televisión de HBO The Late Shift.
Higgins además dirige y aparece en el teatro de vez en cuando. En 2004, interpretó al secretario de Defensa Donald Rumsfeld en el estreno estadounidense de Stuff Happens de David Hare en el Mark Taper Forum en Los Ángeles. En 2003, interpretó el papel principal en la obra Big Bill de A. R. Gurney en el Lincoln Center Theater de Nueva York.
Higgins ha aparecido en anuncios de televisión para DirecTV junto a Ed Begley Jr. y para Old Navy. También actúa en la segunda temporada de la serie de TNT Raising the Bar, como un juez abiertamente homosexual y obsesionado con las reglas. Higgins participó además en la serie televisiva The Suite Life on Deck, encarnando el papel del Sr. Tipton.
En 2011, Higgins fue contratado para aparecer en la serie Happily Divorced junto a Fran Drescher. En la serie interpretó al exmarido gay del personaje de Drescher, Peter Lovett, basado en el verdadero exmarido de la actriz, Peter Marc Jacobson.
En 2012, Higgins prestó su voz al personaje de Iknik Blackstone Varrick en La leyenda de Korra.

## Filmografía

### Cine
| Año  | Título                                        | Papel                    | Notas         |
| ---- | --------------------------------------------- | ------------------------ | ------------- |
| 1986 | National Lampoon's Class of '86               | Varios personajes        |               |
| 1988 | Vampire's Kiss                                | Ed                       |               |
| 1997 | G.I. Jane                                     | Chief of Staff           |               |
| 1997 | Wag the Dog                                   | John Levy                |               |
| 1999 | Bicentennial Man                              | Bill Feingold            |               |
| 2000 | Seven Days to Live                            | Social Worker            |               |
| 2000 | Best in Show                                  | Scott Donlan             |               |
| 2001 | The Man Who Wasn't There                      | Emergency Room Physician | sin acreditar |
| 2002 | Teddy Bears' Picnic                           | Whit Summers             |               |
| 2003 | A Mighty Wind                                 | Terry Bohner             |               |
| 2004 | Jiminy Glick in Lalawood                      | Andre Devine             |               |
| 2004 | After the Sunset                              | Hotel Manager            | sin acreditar |
| 2004 | Killer Diller                                 | Deermont                 |               |
| 2004 | Blade: Trinity                                | Dr. Edgar Vance          |               |
| 2005 | English as a Second Language                  | Norman Benjamin          |               |
| 2005 | Fun with Dick and Jane                        | Garth                    |               |
| 2006 | The Break-Up                                  | Richard Meyers           |               |
| 2006 | For Your Consideration                        | Corey Taft               |               |
| 2007 | Evan Almighty                                 | Marty Stringer           |               |
| 2007 | Fred Claus                                    | Willie                   |               |
| 2007 | Walk Hard: The Dewey Cox Story                | Record producer          | sin acreditar |
| 2008 | Yes Man                                       | Nick                     |               |
| 2009 | Still Waiting...                              | Dennis                   |               |
| 2009 | The Ugly Truth                                | Larry                    |               |
| 2009 | Fired Up!                                     | Coach Keith              |               |
| 2009 | Couples Retreat                               | Therapist                |               |
| 2010 | The Burying Beetle                            | Philip                   | Cortometraje  |
| 2011 | Bad Teacher                                   | Principal Wally Snur     |               |
| 2011 | 6 Month Rule                                  | Paul                     |               |
| 2011 | We Bought a Zoo                               | Walter Ferris            |               |
| 2012 | My Uncle Rafael                               | Damon                    |               |
| 2012 | Big Miracle                                   | Wes Handrick             |               |
| 2012 | Tom and Jerry: Robin Hood and His Merry Mouse | Prince John              | Voz           |
| 2012 | Pitch Perfect                                 | John Smith               |               |
| 2013 | Rapture-Palooza                               | Mr. Lewis                |               |
| 2013 | Super Buddies                                 | Drex                     | Voz           |
| 2013 | The Best Man Holiday                          | Stan                     |               |
| 2014 | A Million Ways to Die in the West             | Dandy #1                 |               |
| 2014 | Planes: Fire & Rescue                         | Cad                      | Voz           |
| 2014 | Tell                                          | Huffman                  |               |
| 2014 | Breaking the Bank                             | Richard Grinding         |               |
| 2015 | Pitch Perfect 2                               | John Smith               |               |
| 2016 | Is That a Gun in Your Pocket?                 | Mayor Wally              |               |
| 2016 | Sundown                                       | Dad                      |               |
| 2016 | Internet Famous                               | Dave Larson              |               |
| 2016 | Mascots                                       | Upton French             |               |
| 2016 | Almost Christmas                              | Brooks                   |               |
| 2017 | Shimmer Lake                                  | Brad Dawkins             |               |
| 2017 | Pitch Perfect 3                               | John Smith               |               |
| 2017 | Reality High                                  | Principal Dixon          |               |
| 2018 | Scooby-Doo! & Batman: The Brave and the Bold  | The Riddler              | Voz           |
| 2018 | Status Update                                 | Mr. Moody                |               |
| 2022 | The Curse of Bridge Hollow                    | Floyd                    |               |

### Televisión
| Año             | Título                                   | Papel                                                                                | Notas                                                          |
| --------------- | ---------------------------------------- | ------------------------------------------------------------------------------------ | -------------------------------------------------------------- |
| 1988            | Miami Vice                               | Murray Phillips                                                                      | Episodio: "Hell Hath No Fury"                                  |
| 1991            | Mathnet                                  | I. M. Uppwardd                                                                       | Episodio: "The Case of the Poconos Paradise"                   |
| 1994            | The George Carlin Show                   | Dan Goodwin                                                                          | Episodio: "George Expresses Himself"                           |
| 1996            | Cybill                                   | Chip                                                                                 | Episodio: "Cybill Does Diary"                                  |
| 1996            | The Late Shift                           | David Letterman                                                                      | Telefilme                                                      |
| 1997            | Seinfeld                                 | Kurt                                                                                 | Episodio: "The Little Jerry"                                   |
| 1997            | Weird Science                            | Timidius                                                                             | Episodio: "I, Chettus"                                         |
| 1997            | Party of Five                            | Glenn                                                                                | Episodio: "S'Wunnerful Life"                                   |
| 1997–1998       | Honey, I Shrunk the Kids: The TV Show    | Ar'nox                                                                               | 3 episodios                                                    |
| 1998            | From the Earth to the Moon               | Master of Ceremonies                                                                 | Episodio: "The Original Wives Club"                            |
| 1998            | Nothing Sacred                           | Father Jesse                                                                         | Episodio: "HIV Priest! Film at Eleven"                         |
| 1998            | Guys Like Us                             | Mr. Levin                                                                            | Episodio: "Maestro's First Crush"                              |
| 1998–1999       | Brother's Keeper                         | Mark                                                                                 | 3 episodios                                                    |
| 1998–1999       | Mad About You                            | Patrick                                                                              | 2 episodios                                                    |
| 2000            | Get Real                                 | George Clark                                                                         | Episodio: "Guilt"                                              |
| 2000            | Movie Stars                              | Kurt Mason                                                                           | Episodio: "Who's on First?"                                    |
| 2000–2002       | Ally McBeal                              | Steven Milter                                                                        | 13 episodios                                                   |
| 2001            | Bette                                    | Alex Berringer                                                                       | Episodio: "Big Business"                                       |
| 2001            | Frasier                                  | William                                                                              | Episodio: "It Takes Two to Tangle"                             |
| 2001            | Gideon's Crossing                        | Dr. Plummer                                                                          | Episodio: "The Mistake"                                        |
| 2002            | George Lopez                             | Charles                                                                              | Episodio: "Guess Who's Coming to Dinner, Honey"                |
| 2002–2007, 2018 | Harvey Birdman, Attorney at Law          | Mentok the Mindtaker, Zardo, Grape Ape, Varios                                       | Voz, 31 episodios                                              |
| 2003            | Monte Walsh                              | Robert Slocum                                                                        | Telefilme                                                      |
| 2003–2006       | Arrested Development                     | Wayne Jarvis                                                                         | 5 episodios                                                    |
| 2004            | Game Over                                | Sully / Guidance Counselor / Proctor                                                 | Voz, 4 episodios                                               |
| 2004            | Higglytown Heroes                        | Tow Truck Driver Hero                                                                | Episodio: "All Tire'd Out"                                     |
| 2004            | Monk                                     | Roddy Lankman                                                                        | Episodio: "Mr. Monk and the Game Show"                         |
| 2004            | Boston Legal                             | Jerry Austin                                                                         | 2 episodios                                                    |
| 2005            | Joey                                     | Albert                                                                               | 2 episodios                                                    |
| 2006            | So Notorious                             | Phillip Walker                                                                       | Episodio: "Whole"                                              |
| 2006            | CSI: Crime Scene Investigation           | Anthony Caprice                                                                      | Episodio: "Time of Your Death"                                 |
| 2008–2009       | Kath & Kim                               | Phil Knight                                                                          | 17 episodios                                                   |
| 2009            | Numb3rs                                  | Floyd Mayborne                                                                       | Episodio: "Dreamland"                                          |
| 2009            | Raising the Bar                          | Judge Albert Farnsworth                                                              | 9 episodios                                                    |
| 2009–2010       | Community                                | Professor Whitman                                                                    | 3 episodios                                                    |
| 2010            | Glee                                     | Russell                                                                              | Episodio: "Dream On"                                           |
| 2010            | Glenn Martin, DDS                        | Varios                                                                               | Voz, Episodio: "Funshine, USA"                                 |
| 2010            | Psych                                    | Clive Prescott                                                                       | Episodio: "Chivalry Is Not Dead... But Someone Is"             |
| 2010            | Batman: The Brave and the Bold           | Riddler                                                                              | Voz, 2 episodios                                               |
| 2010            | Human Target                             | Richard Applebaum                                                                    | Episodio: "The Other Side of the Mall"                         |
| 2010–2011       | Glory Daze                               | Brother Jerrod                                                                       | 2 episodios                                                    |
| 2011            | The Suite Life on Deck                   | Mr. Tipton                                                                           | Episodio: "Twister: Part 3"                                    |
| 2011            | Man Up!                                  | Mr. Tipton                                                                           | Episodio: "Camping"                                            |
| 2011–2013       | Happily Divorced                         | Peter Lovett                                                                         | 34 episodios                                                   |
| 2011–2013       | The Good Wife                            | Rodney Jesko                                                                         | 2 episodios                                                    |
| 2011–2014       | Wilfred                                  | Dr. Cahill                                                                           | 4 episodios                                                    |
| 2012            | Doc McStuffins                           | Star Blaster Zero                                                                    | Voz, Episodio: "Tea Party Tantrum/Blast Off!"                  |
| 2012            | Cars Toons                               | Stanley                                                                              | Voz, Episodio: "Time Travel Mater"                             |
| 2012–2014       | Sullivan & Son                           | Gary Barton                                                                          | 3 episodios                                                    |
| 2014–2018       | Bob's Burgers                            | Doug Wheeler, varios                                                                 | Voz, 6 episodios                                               |
| 2013            | Men at Work                              | Lindsey Tucker                                                                       | Episodio: "The New Boss"                                       |
| 2013            | Good Morning Today                       | Reverend Jeremiah Phelps                                                             | Voz, Episodio: "Episode Three"                                 |
| 2013–2014       | The Legend of Korra                      | Varrick / Varios                                                                     | Voz, 22 episodios                                              |
| 2014            | Mike & Molly                             | Dr. Gayle Rosen                                                                      | Episodio: "Mind Over Molly"                                    |
| 2014            | Terry the Tomboy                         | Doctor Larry                                                                         | Telefilme                                                      |
| 2014            | Phineas and Ferb                         | Additional characters                                                                | Voz, Episodio: "Phineas and Ferb: Star Wars"                   |
| 2014            | Franklin & Bash                          | Dominic                                                                              | Episodio: "Love Is the Drug"                                   |
| 2014            | Jessie                                   | Carlisle                                                                             | Episodio: "Between the Swoon and New York City"                |
| 2014–2017       | Sofia the First                          | Flambeau                                                                             | Voz, 3 episodios                                               |
| 2014–2015       | Instant Mom                              | Hoyt Ebnetter                                                                        | 3 episodios                                                    |
| 2015            | Turbo FAST                               | Pasadena Paul / Trash Fire Snail                                                     | Voz, episodio: "Groundhog, Stay!/Gone Guys Gone"               |
| 2015            | Switched at Birth                        | Larry Shimingo                                                                       | Episodio: "Borrowing Your Enemy's Arrows"                      |
| 2015            | Jesse Stone: Lost in Paradise            | Evan                                                                                 | Telefilme                                                      |
| 2015            | Adam Ruins Everything                    | Sommelier                                                                            | Episodio: "Adam Ruins Restaurants"                             |
| 2016–2017       | Angie Tribeca                            | Randy Zaius / Dr. Zaius                                                              | 2 episodios                                                    |
| 2016            | The Tom and Jerry Show                   | Uncle Harry                                                                          | Voz, episodio: "Say Uncle"                                     |
| 2016            | 2 Broke Girls                            | Elliot                                                                               | Episodio: "And the Pity Party Bus"                             |
| 2016–2017       | All Hail King Julien                     | Barty                                                                                | Voz, 7 episodios                                               |
| 2016            | Tween Fest                               | Todd Crawford                                                                        | 8 episodios                                                    |
| 2016            | Awkward                                  | Garrett Gibson                                                                       | Episodio: "Happy Campers. Happier Trails"                      |
| 2017–2018       | Great News                               | Chuck Pierce                                                                         | 23 episodios                                                   |
| 2017            | Dropping the Soap                        | Flock Deluge                                                                         | Episodio: "Man Musk"                                           |
| 2017            | Niko and the Sword of Light              | King Scampi                                                                          | Voz, 3 episodios                                               |
| 2017            | Goldie and Bear                          | Pops Weasel                                                                          | Episodio: "Pops Goes the Weasel/Fairy Godmother Gets Grounded" |
| 2018–2020       | Big Hero 6: The Series                   | Mini-Max, Civilian, Rich-Looking Driver 1, Guy In Shorts, Ticket Taker, Knit Hat Guy | Voz, 17 episodios                                              |
| 2018–2020       | America Says                             | Presentador                                                                          | 320 episodios                                                  |
| 2018            | Drunk History                            | Wilhelm Von Osten                                                                    | Episodio: "Animals"                                            |
| 2018–2019       | Rise of the Teenage Mutant Ninja Turtles | Warren Stone                                                                         | Voz, 5 episodios                                               |
| 2019            | Just Roll with It                        | General Caleb Barnswallow                                                            | Episodio: "General Nuisance"                                   |
| 2019            | Sunnyside                                | Wallace Furley                                                                       | Episodio: "The Ethiopian Executioner"                          |
| 2020            | Single Parents                           | Bud Cooper                                                                           | Episodio: "The Angie-Man"                                      |
| 2020            | Saved by the Bell                        | Principal Toddman                                                                    | Papel principal                                                |

### Videojuegos
| Año  | Título                          | Papel                 | Notas |
| ---- | ------------------------------- | --------------------- | ----- |
| 2004 | Halo 2                          | 2401 Penitent Tangent | Voz   |
| 2008 | Harvey Birdman: Attorney at Law | Mentok the Mindtaker  | Voz   |